# Hồ Xuân Hương

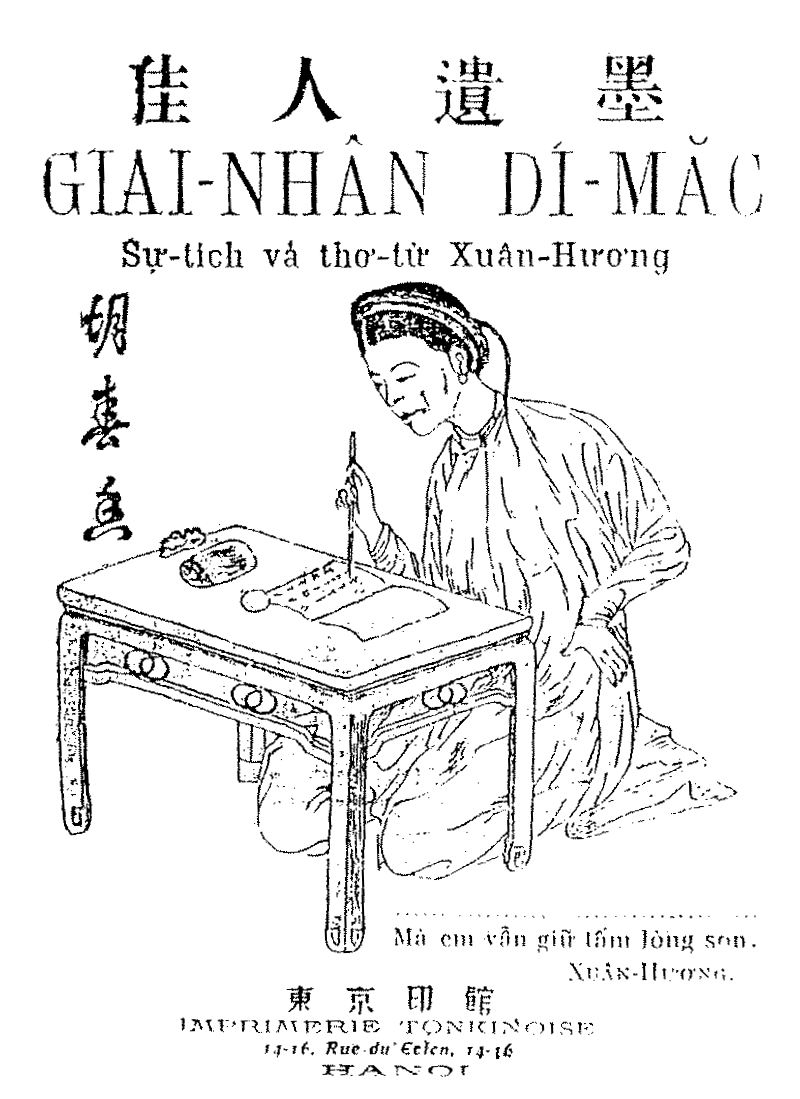
Hồ Xuân Hương rappresentata sulla copertina dell'opera di Nguyễn Hữu Tiến.

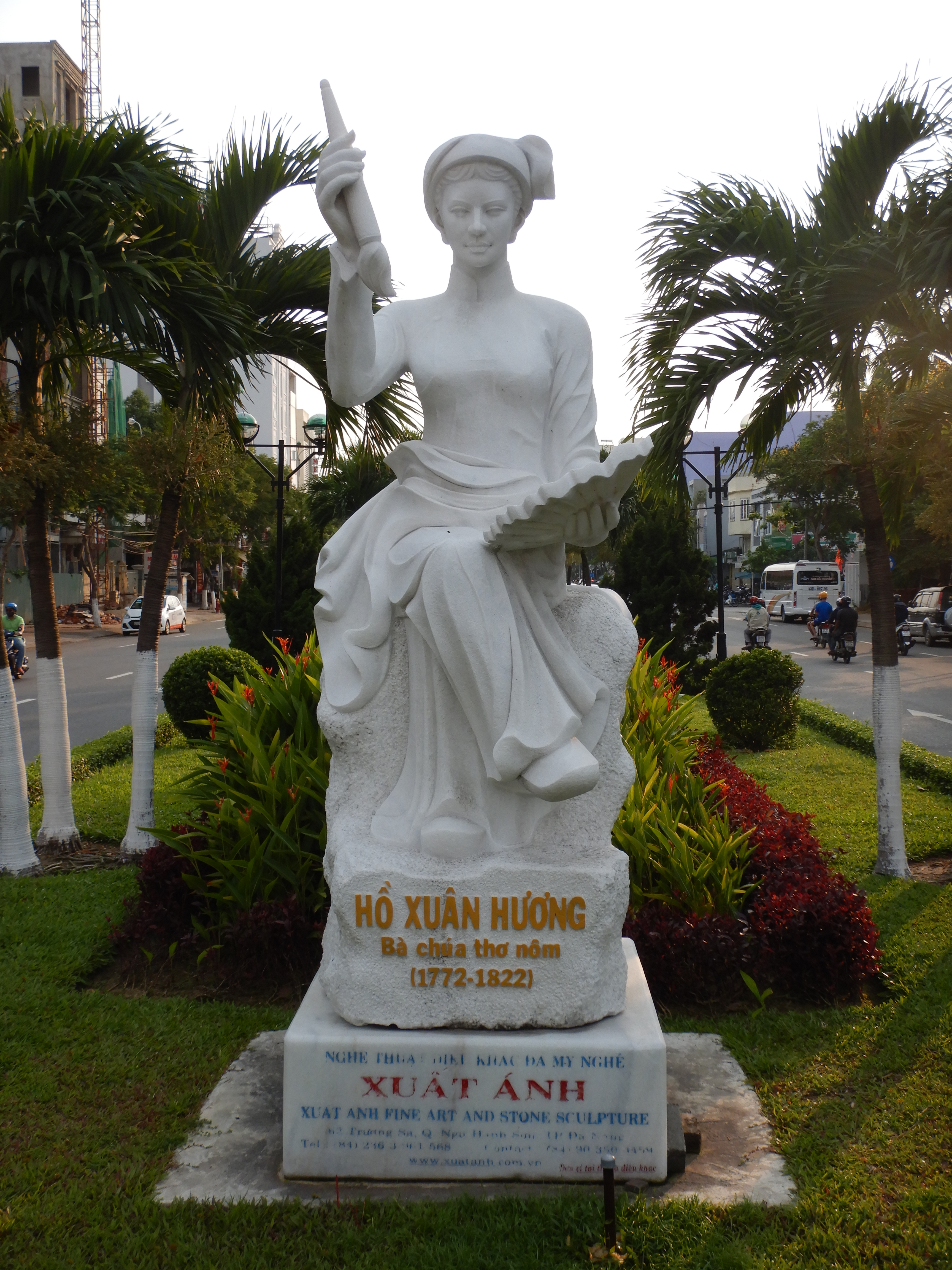
Hồ Xuân Hương

Hồ Xuân Hương in Chữ nho 胡春香 (1772 circa – 1822) è stata una poetessa vietnamita, nata alla fine della Dinastia Lê, in un'epoca di disordini politici e sociali: il periodo delle rivolte del 1771-1802 sotto i Tây Sơn (1788-1802) che portarono al regno di Nguyễn Ánh. La Hồ ha scritto la maggior parte delle sue poesie in Chữ nôm, il sistema di scrittura basato sugli ideogrammi del cinese classico combinato al vietnamita popolare. Fa parte del pantheon della letteratura vietnamita: il poeta contemporaneo Xuân Diệu l'ha definita Bà chúa thơ Nôm, ossia la regina della poesia nôm. Delle sue opere solo alcune sono giunte fino a noi, a testimonianza della sua capacità poetica e della sua indipendenza di pensiero.

## Biografia
Si hanno poche informazioni certe sulla sua vita: nacque nella provincia di Nghệ An, verso la fine del regno dei Signori Trịnh, e si spostò ad Hanoi quand'era ancora bambina. Visse a lungo nei pressi del Lago Ovest. Un'ipotesi accreditata e solo recentemente messa in discussione la individua come la figlia di Hồ Phi Diễn.

### Esegesi
Si hanno comunque molte lacune. 
Innanzitutto, molte informazioni sulla sua biografia sono giunte fino a noi più che attraverso fonti e documenti storici verificabili come resoconti tramandati nel corso del tempo da un letterato all'altro, i quali si passavano i suoi testi di nascosto; per il prestigio di cui godevano questi intellettuali pochi critici hanno osato porre in dubbio la veridicità dei fatti raccontati.
In secondo luogo, alcuni episodi sono attribuiti alla biografia della poetessa in quanto dedotti da dettagli contenuti nelle sue poesie che si suppongono biografiche, oppure scovandoli all'interno di testi di altri scrittori contemporanei, o estrapolandoli dalla corrispondenza in cui viene nominata, secondo un'esegesi che necessita di ulteriori studi e conferme. 

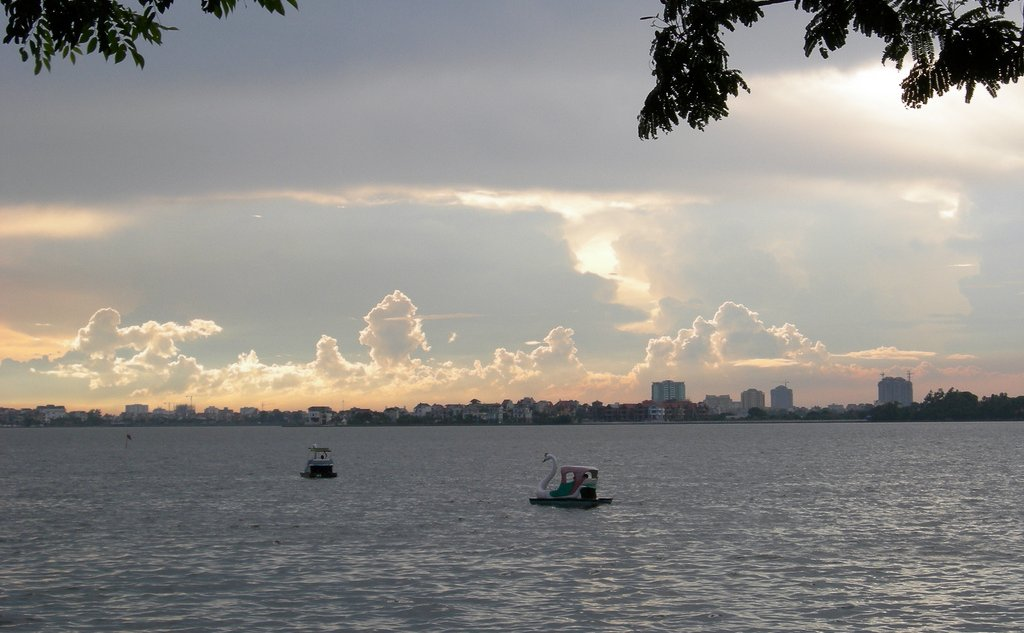
Il Lago Ovest, nei pressi di Hanoi, luogo caro a Hồ Xuân Hương, è oggi una nota meta turistica.

Infine, non va sottovalutata l'influenza della politica vietnamita (con alterne convenienze) sull'interpretazione della sua biografia, e ancor più della sua personalità. Alcuni critici sostengono addirittura che le poesie a lei attribuite siano in realtà state scritte da più autori, perlopiù donne rimaste prudentemente anonime, le quali avrebbero scelto Hồ Xuân Hương come pseudonimo collettivo; è dato per certo comunque che una Hồ Xuân Hương, poetessa, sia realmente esistita.

### Nascita e infanzia
A seguito degli studi svolti sulla sua vita dai primi ricercatori che vi si siano cimentati, tra i quali ricordiamo Nguyen Huu Tien e Duong Quang Ham, si è a lungo creduto che Xuân Hương fosse la figlia cadetta di un letterato chiamato Hồ Phi Diễn, nato nel 1704 e morto nel 1786, il quale viveva nel villaggio di Quỳnh Đôi, nel distretto di Quỳnh Lưu della provincia di Nghệ An. Secondo questa ipotesi, Hồ Phi Diễn avrebbe avuto un antenato comune con Nguyễn Huệ (1753-1792), il dodicesimo imperatore della dinastia Tây Sơn, durata tra il 1788 e il 1792: forzando la mano proverrebbe quindi da una famiglia feudale in declino. L'indagine rilevava che Hồ Phi Diễn si laureò a 24 anni, sotto il regno dell'imperatore Lê Bảo Thái e che, data la povertà della sua famiglia, per vivere fece il precettore nella ex-provincia di Hải Hưng. Qui avrebbe preso per concubina una ragazza di Bắc Ninh che avrebbe generato Xuân Hương nel 1772, alla fine del regno dei signori Trịnh. La famiglia si sarebbe quindi spostata ad Hanoi, presso il Lago Ovest della sua infanzia. Secondo un'altra versione, Xuân Hương sarebbe nata ad Hanoi subito dopo il trasferimento.
Tuttavia, secondo un saggio più recente scritto del professor Trần Thanh Mai la poetessa sarebbe sì nata a Quỳnh Đôi, ma il padre sarebbe piuttosto un altro letterato, Hồ Sĩ Danh (1706-1783). Secondo questa ipotesi, la Hồ sarebbe quindi la cognata di Hồ Sĩ Ðống (1738-1786).
Anche data e luogo di nascita non sono così certi come si suppone: per esempio, la Nôm Foundation segnala che la poetessa potrebbe essere nata tra il 1775 e il 1780, tra Quỳnh Lưu e Khán Xuân, oggi inglobati nel suburbio di Hanoi nei pressi del Lago Ovest.

### Giovinezza ed età adulta: i matrimoni
Hồ Xuân Hương ebbe una certa celebrità locale, facendosi notare per le sue poesie brillanti e argute.
Sembra che si sia sposata due volte: i suoi versi effettivamente fanno riferimento a due mariti differenti.
Dapprima fu la moglie di secondo rango del funzionario locale Vĩnh Tường, che decedette precocemente, quindi moglie di secondo rango di un altro funzionario locale di grado appena più elevato, tale Tổng Cóc. Hồ Xuân Hương non era soddisfatta del ruolo di moglie di secondo rango, di fatto concubina per i canoni occidentali: come scrisse in una delle sue poesie più note: «è come essere una serva, ma senza essere pagata.». Questa condizione non durò a lungo, infatti Tổng Cóc decedette sei mesi dopo il matrimonio.
Secondo alcuni studiosi, come Hoàng Xuân Hãn e Lê Xuân Giáo, avrebbe avuto anche un terzo marito, tale Trần Phúc Hiến.

### La fama e l'indipendenza
Hồ Xuân Hương passò il resto della sua vita in una casetta presso il Lago Ovest, nei pressi di Hanoi. Riceveva visite, spesso colleghi poeti, e tra essi due in particolare sono le personalità di rilievo: lo studioso Ton Phong Thi e un tale "tutore imperiale della famiglia Nguyễn" di cui non si sa altro. Con questi intellettuali Xuân Hương faceva salotto e si intratteneva in giochi letterari più o meno leggeri
Ma non restò ferma: Hồ Xuân Hương lavorando come insegnante si poté permettere di viaggiare, come testimoniano le poesie che compose su diverse località del Vietnam settentrionale.
Con una vita piuttosto movimentata, vedova e finanziariamente indipendente in una società confuciana, Hồ Xuân Hương non corrispondeva affatto al modello di donna della società feudale, come emerge vivamente dai suoi commenti politico-sociali. Per la società dell'epoca, il suo comportamento era scandaloso e sconvolgente, e comportava un rischio per la propria incolumità.
Componendo la maggior parte delle sue opere in Nôm, ha contribuito ad elevare la lingua vietnamita allo status di lingua letteraria. Tuttavia, recentemente, sono stati ritrovati alcune poesie scritte in Cinese classico, ad indicare che forse non fu una purista della lingua (vedi sezione L'opera).
Molte città vietnamite oggi hanno la via principale intitolata alla poetessa.

### Epigoni
La Hồ fu contemporanea dello scrittore e poeta Nguyễn Du (1766-1820), ma non sappiamo se si conoscessero e/o stimassero. Anche Nguyễn Du scrisse poesie nella lingua vietnamita popolare, contribuendo entermbi a creare una letteratura nazionale che ha influenzato gli scrittori delle generazioni seguenti.
Da lei hanno sicuramente preso forza e ispirazione altre poetesse nei secoli successivi e le femministe si sono riconosciute nelle sue tematiche. Tra esse ad esempio la poetessa contemporanea Lê Phạm Lê ha detto in un'intervista:
()

## L'opera
Nella sua opera Hồ Xuân Hương ha descritto in prima persona le rovine dello Stato feudale e la condizione subalterna delle donne.
Durante la sua vita e dopo la sua morte, le sue poesie vennero trasmesse da letterato a letterato praticamente in maniera clandestina, talvolta oralmente, il che diede inevitabilmente vita a una serie di varianti. Le prime raccolte di versi non vennero stampate che all'inizio del XX secolo.

Esempio di calligrafia in chữ nôm

Ad Hồ Xuân Hương è attribuita una sessantina di poesie scritte in chữ nôm (e non in cinese). In questo non faceva che seguire le orme della maggior parte dei poeti e degli scrittori del secolo precedente, i quali appunto scrivevano in chữ nôm. Almeno a questo proposito, quindi, la poetessa si rivelò non-reazionaria, in quanto la tradizione nazionalista vietnamita della sua epoca presentava questo modo di espressione come un'audace opposizione al cinese, di stampo filo-nazionalista e progressista. Per certo, si può dire che scrivendo in chữ nôm contribuì, al pari dei suoi predecessori e dei suoi contemporanei, a elevare la lingua vietnamita allo status di lingua letteraria all'inizio del XIX secolo. Nel periodo coloniale francese (Unione indocinese), il chữ nôm fu progressivamente soppiantato dal quốc ngữ, il sistema di romanizzazione della lingua latina introdotto dal gesuita francese Alexandre de Rhodes (1591-1660).
Nel 1964 il professor Trần Thanh Mai scoprì una raccolta di poesie intitolata Memorie dall'esilio (in vietnamita: Lưu hương ký, in Chữ nho : 琉香記), contenente 24 poesie in cinese e 28 in chữ nho. Per alcuni la raccolta, o almeno una sua parte, sarebbe opera di Hồ Xuân Hương, ma l'attribuzione è controversa. Se veramente ella si rivelasse l'autrice di numerosi poesie in cinese sarebbe dimostrato che non fosse contraria all'uso di quella lingua.
Le sue allusioni critiche alla società, alla politica e alla religione, nonché il suo humor salace contenuto nelle sue poesie mostrano la sua indipendenza di spirito e una certa ribellione alle norme sociali dell'epoca: per esempio, la poetessa si prendeva gioco dei bonzi ipocriti, prendendo la difesa delle madri single.
Le sue poesie sono in massima parte irriverenti e piene di doppio senso, ma erudite.
Per Maurice Durand:
()
Come ha detto Vân Hoà:
()

### Chiavi di lettura diverse
Psicanalisti e ideologi di ogni sorta hanno scovato in lei le virtù che volevano attribuirle.
Per i marxisti nazionalisti, Hồ Xuân Hương «è il simbolo della rivolta contro la società tradizionale; malgrado le sue origini, ella si sentiva vicina al popolo oppresso dalla società feudale; per la sua adozione del chữ nho ha partecipato alla "lotta nazionale contro le invasioni straniere"; Hồ sfotteva le élite sottomesse all'ideologia cinese; ai giorni nostri, sarebbe stata membro del Partito e avrebbe difeso la patria contro i nemici che la circondano.»
Per i nazionalisti anti-marxisti, Hồ Xuân Hương «è stata il simbolo della resistenza dell'individuo contro il totalitarismo dello Stato, il simbolo della libertà di spirito contro il conformismo e la propaganda. Ella lottò contro l'indottrinamento ideologico o la pruderie ipocrita dei leader; oggi, ella sarebbe stata una dissidente come Phạm Thị Hoài le cui opere non possono essere pubblicate, forse sarebbe addirittura in esilio come Dương Thu Hương, difensore dei veri valori eterni del Vietnam.»
Per tutti gli altri, ella sarà stata soprattutto una donna sensibile, maliziosa, fieramente indipendente, capace di una verve poetica notevole.

## Traduzioni

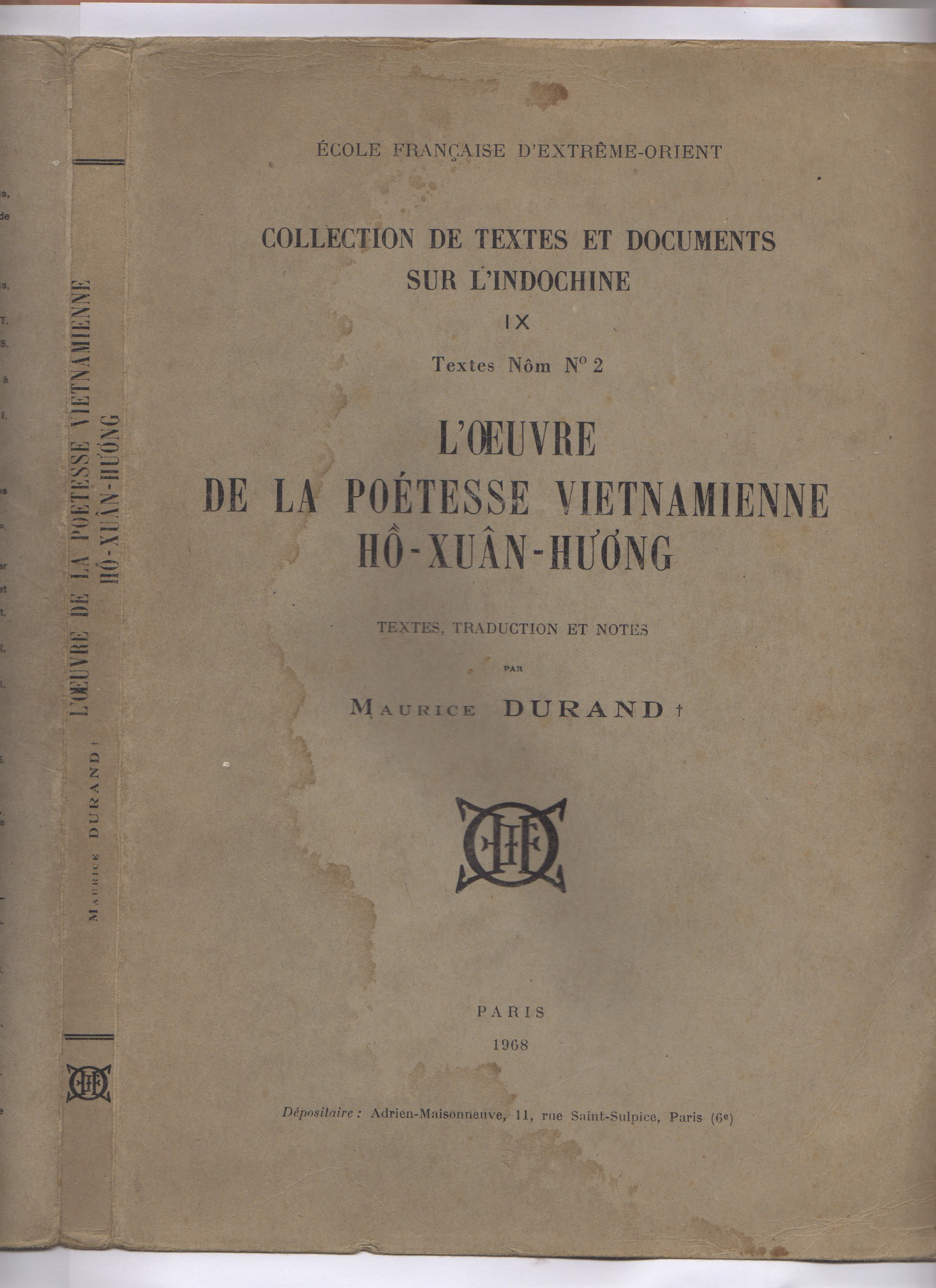
Copertina della traduzione del 1968 di Maurice Durand.

L'opera di Hồ Xuân Hương gode di fama internazionale e vanta numerose traduzioni nelle lingue orientali.
Più scarse le traduzioni delle sue poesie nelle lingue indoeuropee, per varie ragioni. 
Tradurre l'opera di Hồ Xuân Hương nelle lingue germaniche o nelle lingue romanze, per fare degli esempi, è infatti un'impresa estremamente difficile, se non impossibile: ci si trova di fronte alle difficoltà che sempre accompagnano la traduzione della poesia in generale, quali ritmo, musicalità, corrispondenza di parole ed espressioni, ecc., che vanno a sommarsi a quelle specifiche delle lingue dell'Asia orientale, come la polisemia di certi ideogrammi, i giochi di parole fondati sulla pronuncia, i giochi di intonazione (in cinese e vietnamita), aspetti nei quali la Hồ si dilettava con maestrìa.
Ma i suoi testi sono anche farciti di allusioni, insinuazioni, immagini (spesso impertinenti), e pure di giochi di parole basati sulla scrittura nôm. Il nôm, che al giorno d'oggi non viene letto che da un esiguo pubblico di lettori nel mondo, in realtà non è mai stato formalizzato; ne risulta una certa libertà di scrittura, per esempio, rimpiazzando un elemento grafico con un altro lievissimamente differente, lasciando l'interpretazione all'immaginazione del lettore colto. Infine, in certe poesie, il lettore inciampa in alcuni trabocchetti, crede di aver indovinato il sottinteso dell'autrice (il sottotesto, diremmo), fin dai primi versi, per scoprire poco dopo che si trattava di un'allusione completamente diversa.
In francese, per esempio, si può leggere la traduzione incompiuta di Maurice Durand (1968): ciascuna delle 54 poesie è seguita da una traduzione, da un numero considerevole di note esplicative, talvolta stese in più pagine, e dalle varianti note del poema. Recentemente, una nuova traduzione è stata proposta da Vân Hoà (2009). Ci si imbatte anche in poesie scelte disseminate in più antologie di letteratura vietnamita: per esempio, nella sua antologia Dông Phong (2008) incuse la traduzione di dieci poesie con testo a fronte in alfabeto vietnamita (quốc ngữ).
In inglese, molte delle sue poesie sono state tradotte e pubblicate da John Balaban nel 2000.

## Poesie
Una delle poesie più note di Hô Xuân Huong, probabilmente perché è trasparente e maliziosa a un tempo, è Quả mít (in italiano, L'albero del pane):
()

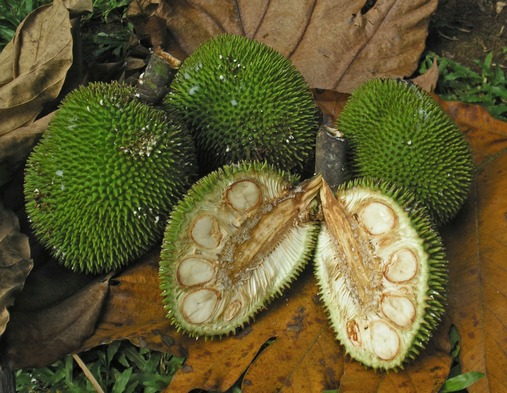
I frutti dell'albero del pane (Artocarpus heterophyllus).

Altre sono altrettanto giocose, ma più delicate, come Thiếu nữ ngủ ngày (in italiano, La fanciulla assopita in pieno giorno):
()

## Influenze nella cultura di massa
I Kronos Quartet, vincitori di un Grammy, hanno recentemente messo in musica le sue poesie. 
David Harrington, del gruppo, ha scritto: 
()